# Juan Carlos Socorro
Juan Carlos Socorro Vera, plus couramment appelé Juan Carlos Socorro, né le 13 mai 1972 à Caracas au Venezuela, est un footballeur international vénézuélien devenu entraîneur.

## Biographie

### Carrière de joueur
Juan Carlos Socorro dispute 5 matchs en Primera División (D1), 139 matchs en Segunda Division (D2) et enfin 106 matchs en Segunda División B (D3).

### Équipe nationale
Juan Carlos Socorro est convoqué pour la première fois en sélection en 1996. 
Il dispute une seule Copa América en 1997. 
Au total il compte 5 sélections en équipe du Venezuela entre 1996 et 1997.